# Distretto di Atsaphangthong
Il distretto di Atsaphangthong è uno dei quindici distretti (mueang) della provincia di Savannakhet, nel Laos. Ha come capoluogo la città di Atsaphangthong.